# アルペラン・シェングン
- アルペレン・シェングン

アルペラン・シェングン（Alperen Şengün, 2002年7月25日 - ）は、トルコのギレスン県ギレスン出身のプロバスケットボール選手。NBAのヒューストン・ロケッツに所属している。ポジションはセンター。

## 経歴

### 生い立ち
トルコで生まれ育つ。兄がバスケをプレーする姿を見て8歳からバスケを始めた。両親はシェングンが競泳選手になることを望んでおり、当初は競泳とバスケを並行してプレーしていたが、後にバスケに専念した。

### カレッジ・ユース
2012年から2014年までギレスン大学でプレーした後、2014年8月にバンディルマ・BIKとユース契約を結んだ。
契約最終年の2018-19シーズンにはチームをジュニアリーグ優勝に導き、リーグMVPを受賞した。

### TBL
2018年にTBLのバンディルマ・キルミズィ・BKでプロデビューした。1年目のシーズンは29試合に出場して平均10.9得点、6.8リバウンド、1.2アシストの成績を記録した。
2019-20シーズンはかつてユース契約を結んでいたバンディルマ・BIKのトップチームでプレーし、22試合に出場して平均5.0得点、3.9リバウンド、0.6アシストの成績を記録した。
2020年8月にベシクタシュJKと3年契約を結んだ。2020-21シーズンは34試合に出場して平均18.6得点、8.9リバウンド、2.7アシストの成績を記録し、オフの2021年5月12日にシーズンMVPを受賞。同日に2021年のNBAドラフトへエントリーすることを明かした。

### NBA

#### ヒューストン・ロケッツ

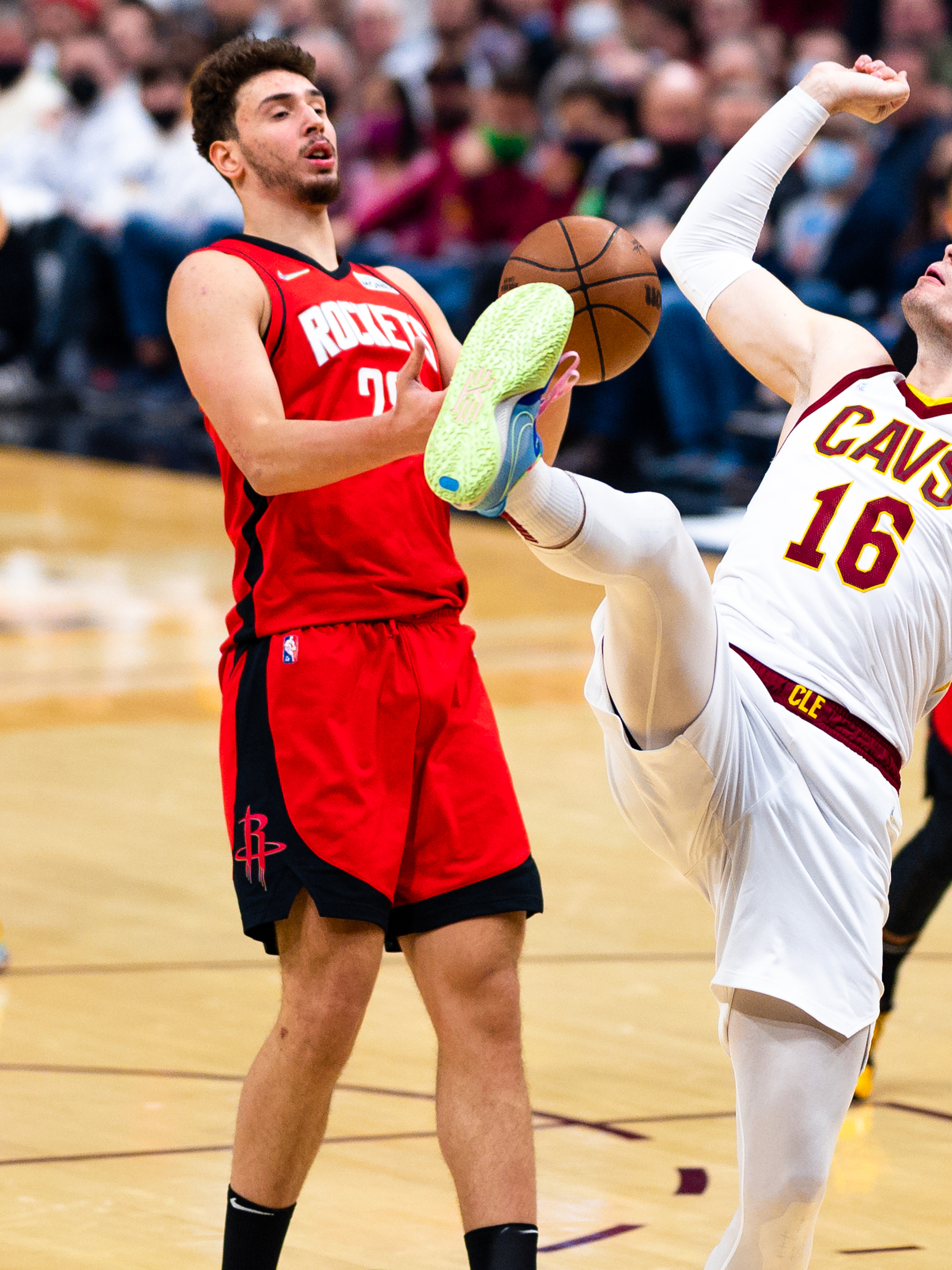
2021年のシェングン

2021年7月29日に行われたNBAドラフトにて1巡目全体16位でオクラホマシティ・サンダーから指名され、その後に2つの将来の1巡目指名権とのトレードでヒューストン・ロケッツへ放出された。8月7日にロケッツとのルーキー契約に合意した。
2021-22シーズン、10月20日のミネソタ・ティンバーウルブズ戦でNBAデビューを果たして11得点、6リバウンド、2アシスト、3スティールを記録したが、チームは106-124で敗れた。
2022年3月9日のロサンゼルス・レイカーズ戦で21得点、14リバウンドを記録し、チームは延長戦の末に139-130で勝利した。同月26日のポートランド・トレイルブレイザーズ戦でシーズンハイとなる27得点を含む7リバウンド、3アシストを記録し、チームは115-98で勝利した。このシーズン、シェングンは72試合に出場してシーズン平均9.6得点、5.5リバウンド、2.6アシストを記録した。
2022-23シーズン開幕前、ロケッツは先発センターのクリスチャン・ウッドを放出し、ブルーノ・フェルナンドを先発にしようとしたが、その後のフェルナンドの怪我によりシェングンが先発に定着した。11月26日のオクラホマシティ・サンダー戦で21得点、19リバウンドを記録し、チームは118-105で勝利した。12月5日のフィラデルフィア・76ers戦にて、センター史上最年少でレギュラーシーズン通算1000得点、200アシストを達成した選手（20歳133日）となった。
2023年1月11日のサクラメント・キングス戦で自身初のトリプル・ダブルとなる10得点、10リバウンド、10アシストを記録し、フランチャイズ史上最年少でトリプル・ダブルを達成した選手となったが、チームは115-135で敗れた。同月16日のロサンゼルス・レイカーズ戦でシーズンハイとなる33得点を含む15リバウンド、6アシスト、4ブロックを記録したが、チームは132-140で敗れた。また、この試合でシェングンは、フランチャイズ史上最年少で30得点、10リバウンド以上を記録した選手となり、NBAのセンター史上最年少で30得点、15リバウンド、5アシスト以上を記録した選手となった。同月25日のワシントン・ウィザーズ戦で自身2度目のトリプル・ダブルとなる21得点、11リバウンド、10アシストを記録したが、チームは103-108で惜敗した。4月7日のシャーロット・ホーネッツ戦でキャリアハイとなる21リバウンドを含む14得点、3アシスト、2スティール、1ブロックを記録し、チームは112-109で辛勝した。
2023-24シーズン、10月31日にロケッツはシェングンの4年目のチームオプションを行使したことを発表した。11月1日のシャーロット・ホーネッツ戦にて、センター史上最年少でレギュラーシーズン通算500アシストを達成した選手（21歳99日）となった。
2024年1月21日のボストン・セルティックス戦で自身3度目のトリプル・ダブルとなる21得点、12リバウンド、10アシストを記録したが、チームは107-116で敗れた。3月5日のサンアントニオ・スパーズ戦でキャリアハイとなる45得点、5スティールを含む16リバウンド、3アシスト、1ブロック記録し、チームは114-101で勝利した。なお、1試合で45得点、15リバウンド、5スティール以上を記録したのは、アンソニー・デイビス、ジョエル・エンビード、ジェームズ・ハーデン、ジョン・ドリューに次いでNBA史上5人目であった。翌日のロサンゼルス・クリッパーズ戦ではキャリアハイとなる14アシストを含む23得点、19リバウンドを記録したが、チームは116-122で敗れた。同月10日のサクラメント・キングス戦で、相手チームのドマンタス・サボニスとの衝突時に右足首を捻挫、右膝を打撲する怪我を負い、2日後に残りのシーズンを全休することが発表された。
2024-25シーズン、10月21日にロケッツとの5年総額1億8500万ドルの延長契約に合意した。

## 代表歴
2018年にU-16、2019年にU-18でそれぞれトルコ代表に選出されており、ヨーロッパ選手権に出場した。

## 個人成績

### NBA

#### レギュラーシーズン
| シーズン     | チーム       | GP  | GS  | MPG  | FG%   | 3P%  | FT%  | RPG  | APG | SPG | BPG | PPG  |
| ------------ | ------------ | --- | --- | ---- | ----- | ---- | ---- | ---- | --- | --- | --- | ---- |
| 2021–22      | HOU          | 72  | 13  | 20.7 | .474  | .248 | .711 | 5.5  | 2.6 | .8  | .9  | 9.6  |
| 2022–23      | HOU          | 75  | 72  | 28.9 | .553  | .333 | .715 | 9.0  | 3.9 | .9  | .9  | 14.8 |
| 2023–24      | HOU          | 63  | 63  | 32.5 | .537  | .297 | .693 | 9.3  | 5.0 | 1.2 | .7  | 21.1 |
| 2024–25      | HOU          | 76  | 76  | 31.5 | .496  | .233 | .692 | 10.3 | 4.9 | 1.1 | .8  | 19.1 |
| 通算         | 通算         | 286 | 224 | 28.3 | .518  | .272 | .701 | 8.6  | 4.1 | 1.0 | .9  | 16.0 |
| オールスター | オールスター | 1   | 0   | 4.3  | 1.000 | ---  | ---  | 1.0  | .0  | .0  | .0  | 4.0  |

#### プレーオフ
| シーズン | チーム | GP | GS | MPG  | FG%  | 3P%  | FT%  | RPG  | APG | SPG | BPG | PPG  |
| -------- | ------ | -- | -- | ---- | ---- | ---- | ---- | ---- | --- | --- | --- | ---- |
| 2025     | HOU    | 7  | 7  | 36.6 | .450 | .375 | .625 | 11.9 | 5.3 | 1.9 | .4  | 20.9 |
| 通算     | 通算   | 7  | 7  | 36.6 | .450 | .375 | .625 | 11.9 | 5.3 | 1.9 | .4  | 20.9 |